# Danny Tenaglia
Danny Tenaglia (ur. 7 marca 1961 w Nowym Jorku) – amerykański DJ i producent muzyczny.
Niektórzy jego fani uważają go za twórcę "progressive garage". W jego utworach i remiksach odnajdujemy mieszankę różnych house'owych brzmień. Jego utwory znajdziemy na produkcjach wielu wytwórni muzycznych, chociaż Tenaglia najbardziej związany jest z Tribal America i Twisted; twórca wielu miksów utworów Depeche Mode.

## Współpraca

### Depeche Mode
- Remixes 81–04
- I Feel Loved:
  - Danny Tenaglia Remix [SpinCycle Edit] - 4:25
  - Danny Tenaglia's Labor Of Love Dub - 12:10
  - Danny Tenaglia's Labor Of Love Dub [Edit] - 11:21
  - Danny Tenaglia's Labor Of Love Edit - 8:00
  - Danny Tenaglia's Labor Of Love Instrumental - 13:43
  - Danny Tenaglia's Labor Of Love Mix - 14:12
  - Danny Tenaglia's Labor Of Love Radio Edit - 3:10